# Campionato del mondo di hockey su slittino 2013
L’8º campionato del mondo di hockey su slittino di gruppo A si è tenuto a Goyang, in Corea del Sud, tra il 13 ed il 20 aprile 2013. Il gruppo B si è invece disputato a Nagano, in Giappone, dal 10 al 16 marzo 2013

## Partecipanti e regolamento
Come previsto dal regolamento, vi hanno preso parte le squadre classificate dal 1º al 6º posto ai mondiali 2012 di gruppo A, e le prime due classificate del corrispondente mondiale di gruppo B; Le squadre sono suddivise in due gironi da quattro:
Girone A:
 Stati Uniti (campioni in carica)

 Norvegia

 Rep. Ceca

 Svezia  (1ª classificata mondiale B 2012)
Girone B:
 Canada

 Italia

 Corea del Sud

 Russia (2ª classificata mondiale B 2012)
Le prime due classificate di ogni girone si sono qualificate per le semifinali, le ultime due per le semifinali dei play-out.
Le due squadre sconfitte in semifinale dei play-out sono retrocesse nel mondiale di gruppo B 2013. La squadra vincitrice dei play-out è qualificata, assieme alle prime quattro classificate, al torneo paralimpico di Sochi 2014, mentre le squadre classificate dal 6º all'8º posto parteciperanno al torneo di qualificazione assieme alle prime tre classificate del mondiale di gruppo B.

## Gironi

### Girone A
| Goyang 13 aprile 2013, ore 9.15 UTC+9 | Stati Uniti | 7 – 0 (2:0; 3:0; 2:0) referto | Svezia | Goyang Sport Complex & Park Ice Rink\| Arbitro: \| Paul Boese \| |
| Arbitro:                              | Paul Boese  |                               |        |                                                                  |

| Goyang 13 aprile 2013, ore 12.30 UTC+9 | Rep. Ceca         | 3 – 1 (1:1; 1:0; 1:0) referto | Norvegia | Goyang Sport Complex & Park Ice Rink\| Arbitro: \| Jonathan Morrison \| |
| Arbitro:                               | Jonathan Morrison |                               |          |                                                                         |

| Goyang 14 aprile 2013, ore 9.15 UTC+9 | Rep. Ceca     | 1 – 0 (0:0; 1:0; 0:0) referto | Svezia | Goyang Sport Complex & Park Ice Rink\| Arbitro: \| Igor Samoylov \| |
| Arbitro:                              | Igor Samoylov |                               |        |                                                                     |

| Goyang 14 aprile 2013, ore 12.30 UTC+9 | Stati Uniti        | 7 – 0 (2:0; 4:0; 1:0) referto | Norvegia | Goyang Sport Complex & Park Ice Rink\| Arbitro: \| Erik Matthia Modig \| |
| Arbitro:                               | Erik Matthia Modig |                               |          |                                                                          |

| Goyang 16 aprile 2013, ore 17.00 UTC+9 | Norvegia      | 2 – 1 (2:0; 0:0; 0:1) referto | Svezia | Goyang Sport Complex & Park Ice Rink\| Arbitro: \| Igor Samoylov \| |
| Arbitro:                               | Igor Samoylov |                               |        |                                                                     |

| Goyang 16 aprile 2013, ore 20.00 UTC+9 | Stati Uniti    | 3 – 0 (1:0; 2:0; 0:0) referto | Rep. Ceca | Goyang Sport Complex & Park Ice Rink\| Arbitro: \| Kevin Webinger \| |
| Arbitro:                               | Kevin Webinger |                               |           |                                                                      |

#### Classifica
| Pos. | Squadra     | Pt. | PG | V | VOT | POT | P | GF | GS |
| ---- | ----------- | --- | -- | - | --- | --- | - | -- | -- |
| 1.   | Stati Uniti | 9   | 3  | 3 | 0   | 0   | 0 | 17 | 0  |
| 2.   | Rep. Ceca   | 3   | 3  | 2 | 0   | 0   | 1 | 4  | 4  |
| 3.   | Norvegia    | 3   | 3  | 1 | 0   | 0   | 2 | 3  | 11 |
| 4.   | Svezia      | 0   | 3  | 0 | 0   | 0   | 3 | 1  | 10 |

### Girone B
| Goyang 13 aprile 2013, ore 15.45 UTC+9 | Corea del Sud  | 1 – 2 (0:1; 0:0; 1:1) referto | Russia | Goyang Sport Complex & Park Ice Rink\| Arbitro: \| Kevin Webinger \| |
| Arbitro:                               | Kevin Webinger |                               |        |                                                                      |

| Goyang 13 aprile 2013, ore 19.00 UTC+9 | Canada    | 5 – 0 (1:0; 3:0; 1:0) referto | Italia | Goyang Sport Complex & Park Ice Rink\| Arbitro: \| Jan Vanek \| |
| Arbitro:                               | Jan Vanek |                               |        |                                                                 |

| Goyang 14 aprile 2013, ore 15.45 UTC+1 | Canada    | 4 – 3 (4:1; 0:0; 0:2) referto | Russia | Goyang Sport Complex & Park Ice Rink\| Arbitro: \| Jan Vanek \| |
| Arbitro:                               | Jan Vanek |                               |        |                                                                 |

| Goyang 14 aprile 2013, ore 19.00 UTC+9 | Corea del Sud | 1 – 2 (1:0; 0:2; 0:0) referto | Italia | Goyang Sport Complex & Park Ice Rink\| Arbitro: \| Paul Boese \| |
| Arbitro:                               | Paul Boese    |                               |        |                                                                  |

| Goyang 16 aprile 2013, ore 10.45 UTC+9 | Italia              | 0 – 1 (0:0; 0:0; 0:1) referto | Russia | Goyang Sport Complex & Park Ice Rink\| Arbitro: \| Erik Matthias Modig \| |
| Arbitro:                               | Erik Matthias Modig |                               |        |                                                                           |

| Goyang 16 aprile 2013, ore 14.15 UTC+9 | Corea del Sud     | 0 – 5 (0:2; 0:1; 0:2) referto | Canada | Goyang Sport Complex & Park Ice Rink\| Arbitro: \| Jonathan Morrison \| |
| Arbitro:                               | Jonathan Morrison |                               |        |                                                                         |

#### Classifica
| Pos. | Squadra       | Pt. | PG | V | VOT | POT | P | GF | GS |
| ---- | ------------- | --- | -- | - | --- | --- | - | -- | -- |
| 1.   | Canada        | 9   | 3  | 3 | 0   | 0   | 1 | 14 | 3  |
| 2.   | Russia        | 6   | 3  | 2 | 0   | 0   | 1 | 6  | 5  |
| 3.   | Italia        | 3   | 3  | 1 | 0   | 0   | 2 | 2  | 7  |
| 4.   | Corea del Sud | 0   | 3  | 0 | 0   | 0   | 3 | 2  | 9  |

## Seconda fase

### Play-out

#### Tabellone
|  | Semifinali 5º posto | Semifinali 5º posto | Semifinali 5º posto |        |          | Finale 5º posto | Finale 5º posto | Finale 5º posto |  |
|  |                     |                     |                     |        |          |                 |                 |                 |  |
|  | Corea del Sud       | Corea del Sud       | 1                   |        |          |                 |                 |                 |  |
|  | Corea del Sud       | Corea del Sud       | 1                   |        |          |                 |                 |                 |  |
|  | Norvegia            | Norvegia            | 2                   |        |          |                 |                 |                 |  |
|  | Norvegia            | Norvegia            | 2                   |        | Norvegia | Norvegia        | 2               |                 |  |
|  |                     |                     |                     |        | Norvegia | Norvegia        | 2               |                 |  |
|  |                     |                     | Italia              | Italia | 1        |                 |                 |                 |  |
|  | Italia              | Italia              | Italia              | Italia | 1        | 2               |                 |                 |  |
|  | Italia              | Italia              |                     |        |          | 2               |                 |                 |  |
|  | Svezia              | Svezia              | 1                   |        |          | Finale 7º posto | Finale 7º posto | Finale 7º posto |  |
|  | Svezia              | Svezia              | 1                   |        |          |                 |                 |                 |  |
|  |                     |                     |                     |        |          |                 |                 |                 |  |
|  |                     |                     |                     |        |          | Corea del Sud   | Corea del Sud   | 5               |  |
|  |                     |                     |                     |        |          | Corea del Sud   | Corea del Sud   | 5               |  |
|  |                     |                     |                     |        |          | Svezia          | Svezia          | 0               |  |

#### Semifinali 5º posto
| Goyang 17 aprile 2013, ore 15.00 UTC+9 | Corea del Sud | 1 – 2 (d.t.s.) (0:0; 1:1; 0:0; 0:1) referto | Norvegia | Goyang Sport Complex & Park Ice Rink\| Arbitro: \| Jan Vanek \| |
| Arbitro:                               | Jan Vanek     |                                             |          |                                                                 |

| Goyang 17 aprile 2013, ore 18.30 UTC+9 | Italia        | 2 – 1 (0:1; 0:0; 2:0) referto | Svezia | Goyang Sport Complex & Park Ice Rink\| Arbitro: \| Igor Samoylov \| |
| Arbitro:                               | Igor Samoylov |                               |        |                                                                     |

#### Finale 7º posto
| Goyang 19 aprile 2013, ore 15.00 UTC+9 | Svezia        | 5 – 0 (3:0; 1:0; 1:0) referto | Corea del Sud | Goyang Sport Complex & Park Ice Rink\| Arbitro: \| Igor Samoylov \| |
| Arbitro:                               | Igor Samoylov |                               |               |                                                                     |

#### Finale 5º posto
| Goyang 19 aprile 2013, ore 18.30 UTC+1 | Norvegia       | 2 – 1 (d.r.) (0:0; 0:1; 1:0; 0:0) referto | Italia | Goyang Sport Complex & Park Ice Rink\| Arbitro: \| Kevin Webinger \| |
| Arbitro:                               | Kevin Webinger |                                           |        |                                                                      |

### Play-off

#### Tabellone
|  | Semifinali  | Semifinali  | Semifinali  |             |        | Finale          | Finale          | Finale          |  |
|  |             |             |             |             |        |                 |                 |                 |  |
|  | Stati Uniti | Stati Uniti | 2           |             |        |                 |                 |                 |  |
|  | Stati Uniti | Stati Uniti | 2           |             |        |                 |                 |                 |  |
|  | Russia      | Russia      | 1           |             |        |                 |                 |                 |  |
|  | Russia      | Russia      | 1           |             | Canada | Canada          | 1               |                 |  |
|  |             |             |             |             | Canada | Canada          | 1               |                 |  |
|  |             |             | Stati Uniti | Stati Uniti | 0      |                 |                 |                 |  |
|  | Canada      | Canada      | Stati Uniti | Stati Uniti | 0      | 5               |                 |                 |  |
|  | Canada      | Canada      |             |             |        | 5               |                 |                 |  |
|  | Rep. Ceca   | Rep. Ceca   | 0           |             |        | Finale 3º posto | Finale 3º posto | Finale 3º posto |  |
|  | Rep. Ceca   | Rep. Ceca   | 0           |             |        |                 |                 |                 |  |
|  |             |             |             |             |        |                 |                 |                 |  |
|  |             |             |             |             |        | Russia          | Russia          | 3               |  |
|  |             |             |             |             |        | Russia          | Russia          | 3               |  |
|  |             |             |             |             |        | Rep. Ceca       | Rep. Ceca       | 0               |  |

#### Semifinali
| Goyang 18 aprile 2013, ore 15.00 UTC+9 | Stati Uniti | 2 – 1 (1:0; 1:0; 0:1) referto | Russia | Goyang Sport Complex & Park Ice Rink\| Arbitro: \| Paul Boese \| |
| Arbitro:                               | Paul Boese  |                               |        |                                                                  |

| Goyang 18 aprile 2012, ore 18.30 UTC+9 | Canada             | 5 – 0 (0:0; 4:0; 1:0) referto | Rep. Ceca | Goyang Sport Complex & Park Ice Rink\| Arbitro: \| Johnathan Morrison \| |
| Arbitro:                               | Johnathan Morrison |                               |           |                                                                          |

#### Finale 3º posto
| Goyang 20 aprile 2013, ore 13.00 UTC+9 | Russia             | 3 – 0 (1:0; 2:0; 0:0) referto | Rep. Ceca | Goyang Sport Complex & Park Ice Rink\| Arbitro: \| Johnathan Morrison \| |
| Arbitro:                               | Johnathan Morrison |                               |           |                                                                          |

#### Finale
| Goyang 20 aprile 2013, ore 16.30 UTC+9 | Stati Uniti | 0 – 1 (0:0; 0:1; 0:0) referto | Canada | Goyang Sport Complex & Park Ice Rink\| Arbitro: \| Jan Vanek \| |
| Arbitro:                               | Jan Vanek   |                               |        |                                                                 |

## Classifica finale
| Pos | Squadra         |
| --- | --------------- |
| 1   | Canada          |
| 2   | USA             |
| 3   | Russia          |
| 4   | Repubblica Ceca |
| 5   | Norvegia        |
| 6   | Italia          |
| 7   | Corea del Sud   |
| 8   | Svezia          |

Le squadre classificate nelle prime 5 posizioni sono direttamente qualificate alle Paralimpiadi di Sochi 2014. Le ultime tre classificate incontreranno le prime tre classificate del Gruppo B nel torneo di qualificazione.